# Phase finale de la Ligue Europa 2011-2012
Cet article présente les résultats détaillés de la phase finale de l'édition 2011-2012 de la Ligue Europa.
La phase finale recouvre toute la compétition à élimination directe, des seizièmes de finale à la finale. Elle se déroule de la mi-février à la mi-mai 2012.

## Qualification
Participent à la phase finale
- les douze vainqueurs de groupe de Ligue Europa ;
- les douze deuxièmes de groupes de Ligue Europa ;
- les huit troisièmes de groupe repêchés de la Ligue des Champions.

## Détermination des rencontres
Les rencontres sont toutes décidées par un tirage au sort, qui est totalement ouvert à l'exception de celui des seizièmes de finale.
Le tirage au sort des seizièmes de finale se déroule le même jour que celui des huitièmes, à savoir le 17 décembre 2010, au lendemain de la fin de la phase de groupe. Le tirage des quarts de finale et des demi-finales se déroule le 18 mars 2011, au lendemain des huitièmes de finale.

### Tirage au sort des seizièmes de finale
| Rang | Équipe            | Pts | J | G | N | P | Bp | Bc | Diff |
| ---- | ----------------- | --- | - | - | - | - | -- | -- | ---- |
| 1    | Manchester City   | 10  | 6 | 3 | 1 | 2 | 11 | 6  | +5   |
| 2    | Manchester United | 9   | 6 | 2 | 3 | 1 | 11 | 8  | +3   |
| 3    | Olympiakos        | 9   | 6 | 3 | 0 | 3 | 8  | 6  | +2   |
| 4    | Valence           | 8   | 6 | 2 | 2 | 2 | 12 | 7  | +5   |
| 5    | FC Porto          | 8   | 6 | 2 | 2 | 2 | 7  | 7  | 0    |
| 6    | Ajax Amsterdam    | 8   | 6 | 2 | 2 | 2 | 6  | 6  | 0    |
| 7    | Trabzonspor       | 7   | 6 | 1 | 4 | 1 | 3  | 5  | -2   |
| 8    | Viktoria Plzeň    | 5   | 6 | 1 | 2 | 3 | 4  | 11 | -7   |

Le tirage est réalisé de manière que les équipes d'une même association ou d'un même groupe du tirage au sort ne puissent se rencontrer. De même, les têtes de série doivent affronter des non-têtes de série et les recevoir lors du match retour, la liste des participants étant divisée en têtes de série et non-têtes de série selon
- qu'une équipe provenant de la phase de groupe de Ligue Europa ait terminé première ou deuxième de son groupe ;
- qu'une équipe provenant de la phase de groupe de Ligue des Champions fasse partie des quatre meilleurs au classement des troisièmes (cf tableau ci-contre).

Par conséquent, ces trente-deux équipes participent à la phase finale.
| Participent à la phase finale (32) | Participent à la phase finale (32)  | Participent à la phase finale (32) |
|                                    | Têtes de série                      | Non-têtes de série                 |
| Groupe                             | Vainqueur de groupe de Ligue Europa | Deuxième de groupe de Ligue Europa |
| ---------------------------------- | ----------------------------------- | ---------------------------------- |
| A                                  | PAOK Salonique                      | Rubin Kazan                        |
| B                                  | Standard de Liège                   | Hanovre 96                         |
| C                                  | PSV Eindhoven                       | Legia Varsovie                     |
| D                                  | Sporting Portugal                   | Lazio Rome                         |
| E                                  | Beşiktaş                            | Stoke City                         |
| F                                  | Athletic Bilbao                     | Red Bull Salzbourg                 |
| G                                  | Metalist Kharkiv                    | AZ Alkmaar                         |
| H                                  | Club Bruges                         | Sporting Braga                     |
| I                                  | Atlético de Madrid                  | Udinese                            |
| J                                  | Schalke 04                          | Steaua Bucarest                    |
| K                                  | FC Twente                           | Wisła Cracovie                     |
| L                                  | RSC Anderlecht                      | Lokomotiv Moscou                   |
|                                    | Repêché de Ligue des Champions      | Repêché de Ligue des Champions     |
|                                    | Manchester City                     | FC Porto                           |
|                                    | Olympiakos                          | Ajax Amsterdam                     |
|                                    | Manchester United                   | Trabzonspor                        |
|                                    | Valence                             | Viktoria Plzeň                     |

## Résultats

### Seizièmes de finale
| 16 février 2012 | FC Porto   | 1 - 2   | Manchester City                | Do Dragão, Porto                              |                                               |
| 21h05 (CET)     | Varela 27e | (1 - 0) | 55e (csc) Pereira · 85e Agüero | Spectateurs : 47 417 Arbitrage : Cüneyt Çakır | Spectateurs : 47 417 Arbitrage : Cüneyt Çakır |
| 21h05 (CET)     | Rapport    |         |                                | Spectateurs : 47 417 Arbitrage : Cüneyt Çakır | Spectateurs : 47 417 Arbitrage : Cüneyt Çakır |

| 22 février 2012 | Manchester City                                  | 4 - 0   | FC Porto         | City of Manchester Stadium, Manchester          |                                                 |
| 18h00 (CET)     | Agüero 1re · Džeko 76e · Silva 84e · Pizarro 86e | (1 - 0) | 14e, 77e Rolando | Spectateurs : 39 538 Arbitrage : Wolfgang Stark | Spectateurs : 39 538 Arbitrage : Wolfgang Stark |
| 18h00 (CET)     | Rapport                                          |         |                  | Spectateurs : 39 538 Arbitrage : Wolfgang Stark | Spectateurs : 39 538 Arbitrage : Wolfgang Stark |

| 16 février 2012 | Ajax Amsterdam | 0 - 2   | Manchester United         | Amsterdam ArenA, Amsterdam                       |                                                  |
| 19h00 (CET)     |                | (0 - 0) | 59e Young · 85e Hernández | Spectateurs : 48 966 Arbitrage : Gianluca Rocchi | Spectateurs : 48 966 Arbitrage : Gianluca Rocchi |
| 19h00 (CET)     | Rapport        |         |                           | Spectateurs : 48 966 Arbitrage : Gianluca Rocchi | Spectateurs : 48 966 Arbitrage : Gianluca Rocchi |

| 23 février 2012 | Manchester United | 1 - 2   | Ajax Amsterdam                 | Old Trafford, Manchester                       |                                                |
| 21h05 (CET)     | Hernández 6e      | (1 - 1) | 37e Özbiliz · 87e Alderweireld | Spectateurs : 67 328 Arbitrage : Damir Skomina | Spectateurs : 67 328 Arbitrage : Damir Skomina |
| 21h05 (CET)     | Rapport           |         |                                | Spectateurs : 67 328 Arbitrage : Damir Skomina | Spectateurs : 67 328 Arbitrage : Damir Skomina |

| 16 février 2012 | Lokomotiv Moscou                   | 2 - 1   | Athletic Bilbao | Stade Loujniki, Moscou                               |                                                      |
| 18h00 (CET)     | Glushakov 61e (pen.) · Caicedo 71e | (0 - 1) | 31e Muniain     | Spectateurs : 13 160 Arbitrage : Ovidiu Alin Hategan | Spectateurs : 13 160 Arbitrage : Ovidiu Alin Hategan |
| 18h00 (CET)     | Rapport                            |         |                 | Spectateurs : 13 160 Arbitrage : Ovidiu Alin Hategan | Spectateurs : 13 160 Arbitrage : Ovidiu Alin Hategan |

| 23 février 2012 | Athletic Bilbao                   | 1 - 0   | Lokomotiv Moscou | San Mamés, Bilbao                          |                                            |
| 19h00 (CET)     | Amorebieta 54e, 60e · Muniain 62e | (0 - 0) |                  | Spectateurs : 35 000 Arbitrage : Paweł Gil | Spectateurs : 35 000 Arbitrage : Paweł Gil |
| 19h00 (CET)     | Rapport                           |         |                  | Spectateurs : 35 000 Arbitrage : Paweł Gil | Spectateurs : 35 000 Arbitrage : Paweł Gil |

| 16 février 2012 | Red Bull Salzbourg | 0 - 4   | Metalist Kharkiv                           | Stadion Salzburg, Salzbourg                      |                                                  |
| 19h00 (CET)     |                    | (0 - 3) | 1re Taison · 37e 41e Cristaldo · 90e Dević | Spectateurs : 8 100 Arbitrage : Marijo Strahonja | Spectateurs : 8 100 Arbitrage : Marijo Strahonja |
| 19h00 (CET)     | Rapport            |         |                                            | Spectateurs : 8 100 Arbitrage : Marijo Strahonja | Spectateurs : 8 100 Arbitrage : Marijo Strahonja |

| 23 février 2012 | Metalist Kharkiv                                                | 4 - 1   | Red Bull Salzbourg | Stade Metalist, Kharkiv                         |                                                 |
| 21h05 (CET)     | Hinteregger 28e (csc) · Cristaldo 62e · Blanco 63e · Marlos 87e | (1 - 0) | 56e Jantscher      | Spectateurs : 30 826 Arbitrage : Antony Gautier | Spectateurs : 30 826 Arbitrage : Antony Gautier |
| 21h05 (CET)     | Rapport                                                         |         |                    | Spectateurs : 30 826 Arbitrage : Antony Gautier | Spectateurs : 30 826 Arbitrage : Antony Gautier |

| 16 février 2012 | Stoke City | 0 - 1   | Valence   | Stoke Stadium, Stoke-on-Trent                    |                                                  |
| 21h05 (CET)     |            | (0 - 1) | 36e Topal | Spectateurs : 24 185 Arbitrage : Peter Rasmussen | Spectateurs : 24 185 Arbitrage : Peter Rasmussen |
| 21h05 (CET)     | Rapport    |         |           | Spectateurs : 24 185 Arbitrage : Peter Rasmussen | Spectateurs : 24 185 Arbitrage : Peter Rasmussen |

| 23 février 2012 | Valence   | 1 - 0   | Stoke City | Estadio de Mestalla, Valence                          |                                                       |
| 19h00 (CET)     | Jonas 24e | (1 - 0) |            | Spectateurs : 35 000 Arbitrage : Markus Strömbergsson | Spectateurs : 35 000 Arbitrage : Markus Strömbergsson |
| 19h00 (CET)     | Rapport   |         |            | Spectateurs : 35 000 Arbitrage : Markus Strömbergsson | Spectateurs : 35 000 Arbitrage : Markus Strömbergsson |

| 14 février 2012 | Rubin Kazan | 0 - 1   | Olympiakos               | Stade Loujniki, Moscou                        |                                               |
| 12h00 (CET)     |             | (0 - 0) | 71e Fuster · 73e Megyeri | Spectateurs : 1 741 Arbitrage : Milorad Mazic | Spectateurs : 1 741 Arbitrage : Milorad Mazic |
| 12h00 (CET)     | Rapport     |         |                          | Spectateurs : 1 741 Arbitrage : Milorad Mazic | Spectateurs : 1 741 Arbitrage : Milorad Mazic |

| 23 février 2012 | Olympiakos   | 1 - 0   | Rubin Kazan | Stade Karaïskaki, Le Pirée                          |                                                     |
| 21h05 (CET)     | Djebbour 14e | (1 - 0) |             | Spectateurs : 30 000 Arbitrage : Stefan Johannesson | Spectateurs : 30 000 Arbitrage : Stefan Johannesson |
| 21h05 (CET)     | Rapport      |         |             | Spectateurs : 30 000 Arbitrage : Stefan Johannesson | Spectateurs : 30 000 Arbitrage : Stefan Johannesson |

| 16 février 2012 | AZ Alkmaar | 1 - 0   | RSC Anderlecht | AZ Stadion, Alkmaar                            |                                                |
| 19h00 (CET)     | Maher 35e  | (1 - 0) |                | Spectateurs : 13 744 Arbitrage : Florian Meyer | Spectateurs : 13 744 Arbitrage : Florian Meyer |
| 19h00 (CET)     | Rapport    |         |                | Spectateurs : 13 744 Arbitrage : Florian Meyer | Spectateurs : 13 744 Arbitrage : Florian Meyer |

| 23 février 2012 | RSC Anderlecht | 0 - 1   | AZ Alkmaar  | Stade Constant Vanden Stock, Bruxelles         |                                                |
| 21h05 (CET)     |                | (0 - 0) | 54e Martens | Spectateurs : 25 000 Arbitrage : Pedro Proença | Spectateurs : 25 000 Arbitrage : Pedro Proença |
| 21h05 (CET)     | Rapport        |         |             | Spectateurs : 25 000 Arbitrage : Pedro Proença | Spectateurs : 25 000 Arbitrage : Pedro Proença |

| 16 février 2012 | Lazio Rome | 1 - 3   | Atlético de Madrid          | Stade olympique, Rome                           |                                                 |
| 19h00 (CET)     | Klose 19e  | (1 - 2) | 25e Adrián · 37e 63e Falcao | Spectateurs : 30 604 Arbitrage : Pavel Kralovec | Spectateurs : 30 604 Arbitrage : Pavel Kralovec |
| 19h00 (CET)     | Rapport    |         |                             | Spectateurs : 30 604 Arbitrage : Pavel Kralovec | Spectateurs : 30 604 Arbitrage : Pavel Kralovec |

| 23 février 2012 | Atlético de Madrid | 1 - 0   | Lazio Rome | Stade Vicente Calderón, Madrid                   |                                                  |
| 21h05 (CET)     | Godín 48e          | (0 - 0) |            | Spectateurs : 30 000 Arbitrage : Martin Atkinson | Spectateurs : 30 000 Arbitrage : Martin Atkinson |
| 21h05 (CET)     | Rapport            |         |            | Spectateurs : 30 000 Arbitrage : Martin Atkinson | Spectateurs : 30 000 Arbitrage : Martin Atkinson |

| 16 février 2012 | Steaua Bucarest | 0 - 1   | FC Twente | Stadionul Naţional, Bucarest                      |                                                   |
| 21h05 (CET)     |                 | (0 - 0) | 53e John  | Spectateurs : 49 588 Arbitrage : Mark Clattenburg | Spectateurs : 49 588 Arbitrage : Mark Clattenburg |
| 21h05 (CET)     | Rapport         |         |           | Spectateurs : 49 588 Arbitrage : Mark Clattenburg | Spectateurs : 49 588 Arbitrage : Mark Clattenburg |

| 23 février 2012 | FC Twente  | 1 - 0   | Steaua Bucarest | FC Twente Stadion, Enschede                           |                                                       |
| 19h00 (CET)     | Chadli 28e | (1 - 0) |                 | Spectateurs : 28 000 Arbitrage : Robert Schörgenhofer | Spectateurs : 28 000 Arbitrage : Robert Schörgenhofer |
| 19h00 (CET)     | Rapport    |         |                 | Spectateurs : 28 000 Arbitrage : Robert Schörgenhofer | Spectateurs : 28 000 Arbitrage : Robert Schörgenhofer |

| 16 février 2012 | Viktoria Plzeň | 1 - 1   | Schalke 04    | Stadion Eden, Prague                             |                                                  |
| 19h00 (CET)     | Darida 22e     | (1 - 0) | 75e Huntelaar | Spectateurs : 11 435 Arbitrage : Stéphane Lannoy | Spectateurs : 11 435 Arbitrage : Stéphane Lannoy |
| 19h00 (CET)     | Rapport        |         |               | Spectateurs : 11 435 Arbitrage : Stéphane Lannoy | Spectateurs : 11 435 Arbitrage : Stéphane Lannoy |

| 23 février 2012 | Schalke 04             | ap 3 - 1 | Viktoria Plzeň           | Arena AufSchalke, Gelsenkirchen             |                                             |
| 21h05 (CET)     | Huntelaar 8e 106e 120e | (1 - 0)  | 61e Bakoš · 88e Rajtoral | Spectateurs : 50 000 Arbitrage : Alan Kelly | Spectateurs : 50 000 Arbitrage : Alan Kelly |
| 21h05 (CET)     | Rapport                |          |                          | Spectateurs : 50 000 Arbitrage : Alan Kelly | Spectateurs : 50 000 Arbitrage : Alan Kelly |

| 16 février 2012 | Wisła Cracovie          | 1 - 1   | Standard de Liège | Stade Henryk Reyman, Cracovie                             |                                                           |
| 21h05 (CET)     | Czekaj 27e · Genkov 88e | (0 - 1) | 28e Cyriac        | Spectateurs : 21 170 Arbitrage : David Fernández Borbalán | Spectateurs : 21 170 Arbitrage : David Fernández Borbalán |
| 21h05 (CET)     | Rapport                 |         |                   | Spectateurs : 21 170 Arbitrage : David Fernández Borbalán | Spectateurs : 21 170 Arbitrage : David Fernández Borbalán |

| 23 février 2012 | Standard de Liège | 0 - 0   | Wisła Cracovie | Stade Maurice Dufrasne, Liège                  |                                                |
| 19h00 (CET)     |                   | (0 - 0) | 32e, 63e Núñez | Spectateurs : 23 000 Arbitrage : Milorad Mazic | Spectateurs : 23 000 Arbitrage : Milorad Mazic |
| 19h00 (CET)     | Rapport           |         |                | Spectateurs : 23 000 Arbitrage : Milorad Mazic | Spectateurs : 23 000 Arbitrage : Milorad Mazic |

| 14 février 2012 | Sporting Braga   | 0 - 2   | Beşiktaş              | Stade municipal, Braga                     |                                            |
| 18h30 (CET)     | Barbosa 23e, 29e | (0 - 1) | 37e Sivok · 58e Simão | Spectateurs : 9 088 Arbitrage : Kevin Blom | Spectateurs : 9 088 Arbitrage : Kevin Blom |
| 18h30 (CET)     | Rapport          |         |                       | Spectateurs : 9 088 Arbitrage : Kevin Blom | Spectateurs : 9 088 Arbitrage : Kevin Blom |

| 23 février 2012 | Beşiktaş | 0 - 1   | Sporting Braga | Stade BJK İnönü, Istanbul                   |                                             |
| 21h05 (CET)     |          | (0 - 1) | 25e Lima       | Spectateurs : 25 000 Arbitrage : István Vad | Spectateurs : 25 000 Arbitrage : István Vad |
| 21h05 (CET)     | Rapport  |         |                | Spectateurs : 25 000 Arbitrage : István Vad | Spectateurs : 25 000 Arbitrage : István Vad |

| 16 février 2012 | Udinese | 0 - 0   | PAOK Salonique | Stade Friuli, Udine                                       |                                                           |
| 21h05 (CET)     |         | (0 - 0) |                | Spectateurs : 11 641 Arbitrage : Alberto Undiano Mallenco | Spectateurs : 11 641 Arbitrage : Alberto Undiano Mallenco |
| 21h05 (CET)     | Rapport |         |                | Spectateurs : 11 641 Arbitrage : Alberto Undiano Mallenco | Spectateurs : 11 641 Arbitrage : Alberto Undiano Mallenco |

| 23 février 2012 | PAOK Salonique | 0 - 3   | Udinese                                           | Stade de Toúmba, Thessalonique                    |                                                   |
| 19h00 (CET)     |                | (0 - 2) | 6e Danilo · 15e Floro Flores · 51e (pen.) Domizzi | Spectateurs : 20 000 Arbitrage : Tom Harald Hagen | Spectateurs : 20 000 Arbitrage : Tom Harald Hagen |
| 19h00 (CET)     | Rapport        |         |                                                   | Spectateurs : 20 000 Arbitrage : Tom Harald Hagen | Spectateurs : 20 000 Arbitrage : Tom Harald Hagen |

| 16 février 2012 | Trabzonspor | 1 - 2   | PSV Eindhoven            | Stade Hüseyin Avni Aker, Trabzon             |                                              |
| 21h05 (CET)     | Adin 33e    | (1 - 2) | 6e Matavž · 11e Toivonen | Spectateurs : 18 866 Arbitrage : Felix Brych | Spectateurs : 18 866 Arbitrage : Felix Brych |
| 21h05 (CET)     | Rapport     |         |                          | Spectateurs : 18 866 Arbitrage : Felix Brych | Spectateurs : 18 866 Arbitrage : Felix Brych |

| 23 février 2012 | PSV Eindhoven                                       | 4 - 1   | Trabzonspor             | PSV Stadion, Eindhoven                        |                                               |
| 19h00 (CET)     | Mertens 15e (pen.) · Matavž 31e 53e · Strootman 38e | (3 - 1) | 43e Yılmaz · 44e Zengin | Spectateurs : 18 300 Arbitrage : Tony Chapron | Spectateurs : 18 300 Arbitrage : Tony Chapron |
| 19h00 (CET)     | Rapport                                             |         |                         | Spectateurs : 18 300 Arbitrage : Tony Chapron | Spectateurs : 18 300 Arbitrage : Tony Chapron |

| 16 février 2012 | Hanovre 96                           | 2 - 1   | Club Bruges   | Hannover Arena, Hanovre                          |                                                  |
| 21h05 (CET)     | Sobiech 73e · Schlaudraff 80e (pen.) | (0 - 0) | 51e Lestienne | Spectateurs : 42 000 Arbitrage : Manuel de Sousa | Spectateurs : 42 000 Arbitrage : Manuel de Sousa |
| 21h05 (CET)     | Rapport                              |         |               | Spectateurs : 42 000 Arbitrage : Manuel de Sousa | Spectateurs : 42 000 Arbitrage : Manuel de Sousa |

| 23 février 2012 | Club Bruges | 0 - 1   | Hanovre 96 | Stade Jan Breydel, Bruges                       |                                                 |
| 19h00 (CET)     |             | (0 - 1) | 21e Diouf  | Spectateurs : 22 000 Arbitrage : William Collum | Spectateurs : 22 000 Arbitrage : William Collum |
| 19h00 (CET)     | Rapport     |         |            | Spectateurs : 22 000 Arbitrage : William Collum | Spectateurs : 22 000 Arbitrage : William Collum |

| 16 février 2012 | Legia Varsovie           | 2 - 2   | Sporting Portugal           | Stadion Wojska Polskiego, Varsovie         |                                            |
| 19h00 (CET)     | Wawrzyniak 37e · Gol 79e | (1 - 0) | 60e Carriço · 88e A. Santos | Spectateurs : 27 234 Arbitrage : Matej Jug | Spectateurs : 27 234 Arbitrage : Matej Jug |
| 19h00 (CET)     | Rapport                  |         |                             | Spectateurs : 27 234 Arbitrage : Matej Jug | Spectateurs : 27 234 Arbitrage : Matej Jug |

| 23 février 2012 | Sporting Portugal | 1 - 0   | Legia Varsovie | Estádio José Alvalade XXI, Lisbonne                   |                                                       |
| 21h05 (CET)     | Fernández 84e     | (0 - 0) |                | Spectateurs : 20 144 Arbitrage : Vladislav Bezborodov | Spectateurs : 20 144 Arbitrage : Vladislav Bezborodov |
| 21h05 (CET)     | Rapport           |         |                | Spectateurs : 20 144 Arbitrage : Vladislav Bezborodov | Spectateurs : 20 144 Arbitrage : Vladislav Bezborodov |

### Huitièmes de finale
| 8 mars 2012 | Metalist Kharkiv | 0 - 1   | Olympiakos | Stade Metalist, Kharkiv                     |                                             |
| 19h00 CET   | Edmar 82e        | (0 - 0) | 50e Fuster | Spectateurs : 11 000 Arbitrage : István Vad | Spectateurs : 11 000 Arbitrage : István Vad |
| 19h00 CET   | Rapport          |         |            | Spectateurs : 11 000 Arbitrage : István Vad | Spectateurs : 11 000 Arbitrage : István Vad |

| 15 mars 2012 | Olympiakos  | 1 - 2   | Metalist Kharkiv         | Stade Karaïskaki, Le Pirée      |                                 |
| 21h05 CET    | Marcano 15e | (1 - 0) | 81e Villagra · 86e Dević | Arbitrage : Ovidiu Alin Hategan | Arbitrage : Ovidiu Alin Hategan |
| 21h05 CET    | Rapport     |         |                          | Arbitrage : Ovidiu Alin Hategan | Arbitrage : Ovidiu Alin Hategan |

| 8 mars 2012 | Sporting Portugal | 1 - 0   | Manchester City | Estádio José Alvalade XXI, Lisbonne                      |                                                          |
| 19h00 CET   | Xandão 51e        | (0 - 0) |                 | Spectateurs : 34 371 Arbitrage : Carlos Velasco Carballo | Spectateurs : 34 371 Arbitrage : Carlos Velasco Carballo |
| 19h00 CET   | Rapport           |         |                 | Spectateurs : 34 371 Arbitrage : Carlos Velasco Carballo | Spectateurs : 34 371 Arbitrage : Carlos Velasco Carballo |

| 15 mars 2012 | Manchester City                       | 3 - 2   | Sporting Portugal                   | City of Manchester Stadium, Manchester |                              |
| 21h05 CET    | Agüero 60e 83e · Balotelli 75e (pen.) | (0 - 2) | 34e Fernández · 41e van Wolfswinkel | Arbitrage : Tom Harald Hagen           | Arbitrage : Tom Harald Hagen |
| 21h05 CET    | Rapport                               |         |                                     | Arbitrage : Tom Harald Hagen           | Arbitrage : Tom Harald Hagen |

| 8 mars 2012 | FC Twente          | 1 - 0   | Schalke 04 | FC Twente Stadion, Enschede                    |                                                |
| 19h00 CET   | de Jong 61e (pen.) | (0 - 0) | 61e Matip  | Spectateurs : 30 000 Arbitrage : Craig Thomson | Spectateurs : 30 000 Arbitrage : Craig Thomson |
| 19h00 CET   | Rapport            |         |            | Spectateurs : 30 000 Arbitrage : Craig Thomson | Spectateurs : 30 000 Arbitrage : Craig Thomson |

| 15 mars 2012 | Schalke 04                        | 4 - 1   | FC Twente   | Arena AufSchalke, Gelsenkirchen                |                                                |
| 21h05 CET    | Huntelaar 29e 57e 81e · Jones 71e | (1 - 1) | 14e Janssen | Spectateurs : 52 000 Arbitrage : Viktor Kassai | Spectateurs : 52 000 Arbitrage : Viktor Kassai |
| 21h05 CET    | Rapport                           |         |             | Spectateurs : 52 000 Arbitrage : Viktor Kassai | Spectateurs : 52 000 Arbitrage : Viktor Kassai |

| 8 mars 2012 | Standard de Liège       | 2 - 2   | Hanovre 96                    | Stade Maurice Dufrasne, Liège                 |                                               |
| 21h05 CET   | Buyens 27e · Tchité 30e | (2 - 1) | 22e (pen.) Stindl · 56e Diouf | Spectateurs : 25 000 Arbitrage : Tony Chapron | Spectateurs : 25 000 Arbitrage : Tony Chapron |
| 21h05 CET   | Rapport                 |         |                               | Spectateurs : 25 000 Arbitrage : Tony Chapron | Spectateurs : 25 000 Arbitrage : Tony Chapron |

| 15 mars 2012 | Hanovre 96                                                    | 4 - 0   | Standard de Liège | Hannover Arena, Hanovre                         |                                                 |
| 19h00 CET    | Abdellaoue 4e · Kanu 21e (csc) 73e (csc) · Sérgio Pinto 90+3e | (2 - 0) | 18e, 58e Gakpé    | Spectateurs : 42 000 Arbitrage : Pavel Kralovec | Spectateurs : 42 000 Arbitrage : Pavel Kralovec |
| 19h00 CET    | Rapport                                                       |         |                   | Spectateurs : 42 000 Arbitrage : Pavel Kralovec | Spectateurs : 42 000 Arbitrage : Pavel Kralovec |

| 8 mars 2012 | Valence                                               | 4 - 2   | PSV Eindhoven                       | Estadio de Mestalla, Valence                  |                                               |
| 21h05 CET   | Víctor Ruiz 11e · Soldado 13e 43e (pen.) · Piatti 56e | (3 - 0) | 83e (pen.) Toivonen · 90e Wijnaldum | Spectateurs : 28 000 Arbitrage : Manuel Gräfe | Spectateurs : 28 000 Arbitrage : Manuel Gräfe |
| 21h05 CET   | Rapport                                               |         |                                     | Spectateurs : 28 000 Arbitrage : Manuel Gräfe | Spectateurs : 28 000 Arbitrage : Manuel Gräfe |

| 15 mars 2012 | PSV Eindhoven | 1 - 1   | Valence             | PSV Stadion, Eindhoven                          |                                                 |
| 19h00 CET    | Toivonen 64e  | (0 - 0) | 47e Rami · 88e Rami | Spectateurs : 22 000 Arbitrage : William Collum | Spectateurs : 22 000 Arbitrage : William Collum |
| 19h00 CET    | Rapport       |         |                     | Spectateurs : 22 000 Arbitrage : William Collum | Spectateurs : 22 000 Arbitrage : William Collum |

| 8 mars 2012 | AZ Alkmaar                   | 2 - 0   | Udinese | AZ Stadion, Alkmaar                                       |                                                           |
| 21h05 CET   | Martens 63e · Falkenburg 84e | (0 - 0) |         | Spectateurs : 12 579 Arbitrage : David Fernández Borbalán | Spectateurs : 12 579 Arbitrage : David Fernández Borbalán |
| 21h05 CET   | Rapport                      |         |         | Spectateurs : 12 579 Arbitrage : David Fernández Borbalán | Spectateurs : 12 579 Arbitrage : David Fernández Borbalán |

| 15 mars 2012 | Udinese                 | 2 - 1   | AZ Alkmaar                    | Stade Friuli, Udine                           |                                               |
| 19h00 CET    | Di Natale 3e (pen.) 15e | (2 - 1) | 3e Viergever · 31e Falkenburg | Spectateurs : 9 500 Arbitrage : Milorad Mažić | Spectateurs : 9 500 Arbitrage : Milorad Mažić |
| 19h00 CET    | Rapport                 |         |                               | Spectateurs : 9 500 Arbitrage : Milorad Mažić | Spectateurs : 9 500 Arbitrage : Milorad Mažić |

| 8 mars 2012 | Atlético de Madrid          | 3 - 1   | Beşiktaş  | Stade Vicente Calderón, Madrid                  |                                                 |
| 19h00 CET   | Salvio 24e 27e · Adrián 37e | (3 - 0) | 53e Simão | Spectateurs : 40 000 Arbitrage : Jonas Eriksson | Spectateurs : 40 000 Arbitrage : Jonas Eriksson |
| 19h00 CET   | Rapport                     |         |           | Spectateurs : 40 000 Arbitrage : Jonas Eriksson | Spectateurs : 40 000 Arbitrage : Jonas Eriksson |

| 15 mars 2012 | Beşiktaş | 0 - 3   | Atlético de Madrid                   | Stade BJK İnönü, Istanbul                          |                                                    |
| 21h05 CET    |          | (0 - 1) | 26e Adrián · 84e Falcao · 90e Salvio | Spectateurs : 23 000 Arbitrage : Paolo Tagliavento | Spectateurs : 23 000 Arbitrage : Paolo Tagliavento |
| 21h05 CET    | Rapport  |         |                                      | Spectateurs : 23 000 Arbitrage : Paolo Tagliavento | Spectateurs : 23 000 Arbitrage : Paolo Tagliavento |

| 8 mars 2012 | Manchester United       | 2 - 3   | Athletic Bilbao                            | Old Trafford, Manchester                       |                                                |
| 21h05 CET   | Rooney 22e 90+2e (pen.) | (1 - 1) | 44e Llorente · 72e de Marcos · 90e Muniain | Spectateurs : 67 000 Arbitrage : Florian Meyer | Spectateurs : 67 000 Arbitrage : Florian Meyer |
| 21h05 CET   | Rapport                 |         |                                            | Spectateurs : 67 000 Arbitrage : Florian Meyer | Spectateurs : 67 000 Arbitrage : Florian Meyer |

| 15 mars 2012 | Athletic Bilbao              | 2 - 1   | Manchester United | San Mamés, Bilbao                             |                                               |
| 19h00 CET    | Llorente 23e · de Marcos 65e | (1 - 0) | 80e Rooney        | Spectateurs : 40 000 Arbitrage : Cüneyt Çakır | Spectateurs : 40 000 Arbitrage : Cüneyt Çakır |
| 19h00 CET    | Rapport                      |         |                   | Spectateurs : 40 000 Arbitrage : Cüneyt Çakır | Spectateurs : 40 000 Arbitrage : Cüneyt Çakır |

### Quarts de finale
| 29 mars 2012 | AZ Alkmaar               | 2 - 1   | Valence   | AZ Stadion, Alkmaar         |                             |
| 21h05 CEST   | Holman 45e · Martens 79e | (1 - 0) | 51e Topal | Arbitrage : Martin Atkinson | Arbitrage : Martin Atkinson |
| 21h05 CEST   | Rapport                  |         |           | Arbitrage : Martin Atkinson | Arbitrage : Martin Atkinson |

| 5 avril 2012 | Valence                             | 4 - 0   | AZ Alkmaar | Estadio de Mestalla, Valence |                            |
| 21h05 CEST   | Rami 15e 17e · Alba 56e · Pablo 80e | (2 - 0) |            | Arbitrage : Pavel Kralovec   | Arbitrage : Pavel Kralovec |
| 21h05 CEST   | Rapport                             |         |            | Arbitrage : Pavel Kralovec   | Arbitrage : Pavel Kralovec |

| 29 mars 2012 | Schalke 04   | 2 - 4   | Athletic Bilbao                                | Arena AufSchalke, Gelsenkirchen |                           |
| 21h05 CEST   | Raúl 22e 59e | (1 - 1) | 20e 73e Llorente · 81e de Marcos · 90e Muniain | Arbitrage : Pedro Proença       | Arbitrage : Pedro Proença |
| 21h05 CEST   | Rapport      |         |                                                | Arbitrage : Pedro Proença       | Arbitrage : Pedro Proença |

| 5 avril 2012 | Athletic Bilbao         | 2 - 2   | Schalke 04               | San Mamés, Bilbao          |                            |
| 21h05 CEST   | Gomez 41e · Susaeta 55e | (1 - 1) | 29e Huntelaar · 52e Raúl | Arbitrage : Nicola Rizzoli | Arbitrage : Nicola Rizzoli |
| 21h05 CEST   | Rapport                 |         |                          | Arbitrage : Nicola Rizzoli | Arbitrage : Nicola Rizzoli |

| 29 mars 2012 | Sporting Portugal        | 2 - 1   | Metalist Kharkiv  | Estádio José Alvalade XXI, Lisbonne |                            |
| 21h05 CEST   | Izmailov 51e · Insúa 64e | (0 - 0) | 90e (pen.) Xavier | Arbitrage : Wolfgang Stark          | Arbitrage : Wolfgang Stark |
| 21h05 CEST   | Rapport                  |         |                   | Arbitrage : Wolfgang Stark          | Arbitrage : Wolfgang Stark |

| 5 avril 2012 | Metalist Kharkiv | 1 - 1   | Sporting Portugal   | Stade Metalist, Kharkiv    |                            |
| 21h05 CEST   | Cristaldo 57e    | (0 - 1) | 44e Van Wolfswinkel | Arbitrage : William Collum | Arbitrage : William Collum |
| 21h05 CEST   | Rapport          |         |                     | Arbitrage : William Collum | Arbitrage : William Collum |

| 29 mars 2012 | Atlético de Madrid     | 2 - 1   | Hanovre 96 | Stade Vicente Calderón, Madrid |                             |
| 21h05 CEST   | Falcao 9e · Salvio 89e | (1 - 1) | 38e Diouf  | Arbitrage : Stéphane Lannoy    | Arbitrage : Stéphane Lannoy |
| 21h05 CEST   | Rapport                |         |            | Arbitrage : Stéphane Lannoy    | Arbitrage : Stéphane Lannoy |

| 5 avril 2012 | Hanovre 96 | 1 - 2   | Atlético de Madrid      | Hannover Arena, Hanovre      |                              |
| 21h05 CEST   | Diouf 81e  | (0 - 0) | 63e Adrián · 87e Falcao | Arbitrage : Mark Clattenburg | Arbitrage : Mark Clattenburg |
| 21h05 CEST   | Rapport    |         |                         | Arbitrage : Mark Clattenburg | Arbitrage : Mark Clattenburg |

### Demi-finales
| 19 avril 2012 | Atlético de Madrid                        | 4 - 2   | Valence                   | Stade Vicente Calderón, Madrid |                           |
| 21h05 CEST    | Falcao 18e 78e · Miranda 49e · Adrián 54e | (1 - 1) | 45+3e Jonas · 90+4e Costa | Arbitrage : Craig Thomson      | Arbitrage : Craig Thomson |
| 21h05 CEST    | Rapport                                   |         |                           | Arbitrage : Craig Thomson      | Arbitrage : Craig Thomson |

| 26 avril 2012 | Valence | 0 - 1   | Atlético de Madrid     | Estadio de Mestalla, Valence |                           |
| 21h05 CEST    |         | (0 - 0) | 60e Adrián · 79e Tiago | Arbitrage : Damir Skomina    | Arbitrage : Damir Skomina |
| 21h05 CEST    | Rapport |         |                        | Arbitrage : Damir Skomina    | Arbitrage : Damir Skomina |

| 19 avril 2012 | Sporting Portugal     | 2 - 1   | Athletic Bilbao | Estádio José Alvalade XXI, Lisbonne |                            |
| 21h05 CEST    | Insúa 76e · Capel 80e | (0 - 0) | 54e Aurtenetxe  | Arbitrage : Jonas Eriksson          | Arbitrage : Jonas Eriksson |
| 21h05 CEST    | Rapport               |         |                 | Arbitrage : Jonas Eriksson          | Arbitrage : Jonas Eriksson |

| 26 avril 2012 | Athletic Bilbao                        | 3 - 1   | Sporting Portugal   | San Mamés, Bilbao           |                             |
| 21h05 CEST    | Susaeta 17e · Gómez 45e · Llorente 88e | (2 - 1) | 44e van Wolfswinkel | Arbitrage : Martin Atkinson | Arbitrage : Martin Atkinson |
| 21h05 CEST    | Rapport                                |         |                     | Arbitrage : Martin Atkinson | Arbitrage : Martin Atkinson |

### Finale
| Mercredi 9 mai 2012 | Atlético de Madrid        | 3 - 0   | Athletic Bilbao | Arena Națională, Bucarest                       |                                                 |
| 20h45 CEST          | Falcao 7e 34e · Diego 85e | (2 - 0) |                 | Spectateurs : 52 347 Arbitrage : Wolfgang Stark | Spectateurs : 52 347 Arbitrage : Wolfgang Stark |
| 20h45 CEST          | Rapport                   |         |                 | Spectateurs : 52 347 Arbitrage : Wolfgang Stark | Spectateurs : 52 347 Arbitrage : Wolfgang Stark |

| Atlético | Athletic |

| Atlético de Madrid         |    |                        |
|                            |    |                        |
| G                          | 13 | Thibaut Courtois       |
| D                          | 6  | Filipe Luís            |
| D                          | 23 | Miranda                |
| D                          | 2  | Diego Godín            |
| D                          | 20 | Juanfran               |
| M                          | 14 | Gabi                   |
| M                          | 4  | Mario Suárez           |
| M                          | 11 | Arda Turan 90+3e       |
| A                          | 7  | Adrián López 88e       |
| A                          | 22 | Diego 90e              |
| A                          | 9  | Radamel Falcao 26e     |
| Remplaçants :              |    |                        |
| G                          | 25 | Sergio Asenjo          |
| D                          | 3  | Antonio López          |
| D                          | 18 | Álvaro Domínguez 90+3e |
| M                          | 8  | Eduardo Salvio 88e     |
| M                          | 12 | Paulo Assunção         |
| M                          | 19 | Koke 90e               |
| A                          | 41 | Pedro Martín           |
| Entraîneur : Diego Simeone |    |                        |
|                            |    |                        |

| Athletic Bilbao             |    |                         |
|                             |    |                         |
| G                           | 1  | Gorka Iraizoz           |
| D                           | 3  | Jon Aurtenetxe 46e      |
| D                           | 5  | Fernando Amorebieta 64e |
| D                           | 15 | Andoni Iraola 46e       |
| D                           | 24 | Javi Martínez           |
| M                           | 10 | Óscar de Marcos         |
| M                           | 8  | Ander Iturraspe 46e     |
| M                           | 21 | Ander Herrera 22e 63e   |
| A                           | 19 | Iker Muniain            |
| A                           | 14 | Markel Susaeta 90+1e    |
| A                           | 9  | Fernando Llorente       |
| Remplaçants :               |    |                         |
| G                           | 13 | Raúl Fernández          |
| D                           | 6  | Mikel San José          |
| D                           | 23 | Borja Ekiza             |
| M                           | 11 | Igor Gabilondo          |
| M                           | 17 | Iñigo Pérez 75e 46e     |
| A                           | 2  | Gaizka Toquero 63e      |
| A                           | 28 | Ibai Gómez 46e          |
| Entraîneur : Marcelo Bielsa |    |                         |
|                             |    |                         |

| Homme du match UEFA Radamel Falcao Arbitres assistants Jan-Hendrik Salver Mike Pickel Quatrième arbitre Stéphane Lannoy Arbitres assistants supplémentaires Florian Meyer Deniz Aytekin |